# بوژو ولتیچ
بوژو ولتیچ (انگلیسی: Božo Vuletić؛ زادهٔ ۱ ژوئیه ۱۹۵۸) بازیکن واترپلو اهل یوگسلاوی بود.
وی در مسابقات کشوری و بین‌المللی در مجموع برندهٔ ۱ مدال طلا شده‌است.